# Treueabzeichen des DRK der DDR

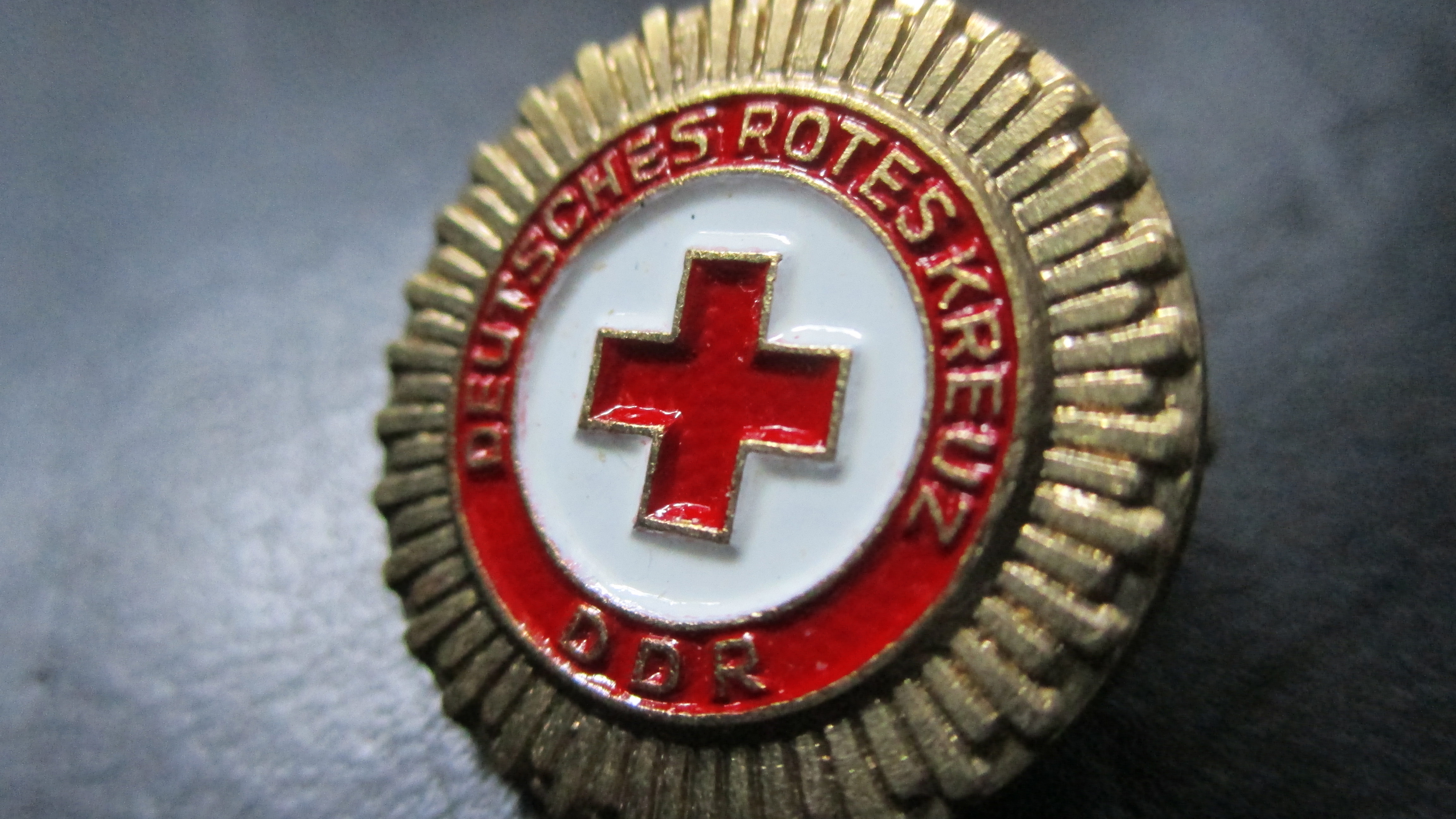
Treueabzeichen des DRK der DDR in GOLD

Das Treueabzeichen des DRK der DDR war in der Deutschen Demokratischen Republik (DDR) eine nichtstaatliche Auszeichnung des Deutschen Roten Kreuzes der DDR, welche in zwei Stufen, Silber und Gold, 1971 gestiftet und erstmals am 20. Jahrestag der Gründung des DRK in der DDR verliehen wurde. Seine Verleihung erfolgte für die Zugehörigkeit des Beliehenen zum DRK, wobei die Silberstufe für 20 Jahre und die Goldstufe für 30-jährige Zugehörigkeit zum DRK verliehen wurde. 

## Aussehen und Trageweise
Das versilberte oder vergoldete Steckabzeichen ist rund, hat einen Durchmesser von 19 mm und zeigt auf ihrer Vorderseite ein weißes Mittelmedaillon mit rot emailliertes Kreuz. Dieses ist umschlossen von einem Schriftring mit der Umschrift: DEUTSCHES ROTES KREUZ (oben) und DDR (unten). Der Schriftring selbst ist wiederum umschlossen von einem strahlenförmigen Kranz. Getragen wurde das Abzeichen an der linken Brusttasche.